# Villa romana di via Neroniana
La villa romana di via Neroniana è stata una lussuosa dimora patrizia risalente agli inizi del I secolo. Desiderata da una committenza ancora oggi sconosciuta, subì diverse modificazioni e adattamenti nel II secolo e tra il III-IV secolo quando fu definitivamente abbandonata.
I primi resti della villa in questione vennero alla luce nel 1988 successivamente ad alcuni lavoratori di aratura del terreno in cui anticamente sorgeva. Tra il 1989 e il 1992 la Soprintendenza Archeologica del Veneto portò alla luce il sito attraverso ricerche e attività di scavo, avvalendosi anche dell'uso di georadar. Ad opera dello stesso ente, tra il 2011 e il 2013, vennero condotti anche approfonditi e sistematici lavori di restauro.
Fondamentali per la conoscenza del sito, furono anche i lavori di scavo svolti tra il 2001 e il 2012 dalla Scuola di Specializzazione di Archeologia dell'Università degli Studi di Padova.
La villa di via Neroniana, insieme alle terme collocate sotto l'Hotel Terme Neroniane, costituisce il complesso archeologico di Montegrotto Terme (Padova) insieme all'area di via Scavi (contenente i resti di tre piscine, di un piccolo teatro, di diversi edifici creativi, di un ninfeo, di uno spogliatoio oltre che le tracce di un sofisticato sistema idraulico di canalizzazione delle acque).
Il bacino euganeo fu inizialmente attivo fin dall'età pre-protostorica (III-I millennio a.C.) come luogo di culto e solo successivamente spiccò tra tutti i complessi termali romani per l'eccellenza dei benefici delle proprie acque calde. Essa venne così denominata Fons Aponi o Patavini fontes.
La villa e le terme di via Neroniana furono il frutto di un progetto ingegneristico, architettonico e artistico straordinario che coinvolse il genio manuale di artisti locali e non solo. Essi, attraverso la costruzione e l'abbellimento di queste strutture, palesarono non solo grande forza ma anche specifiche conoscenze morfologiche del territorio euganeo in cui erano inseriti.
Guardando e riflettendo sugli studi compiuti e sui resti giunti fino a noi, possiamo certo comprendere quanto fosse ambizioso e unico nel suo genere il progetto della committenza, cioè dare vita ad una dimora che non avesse nulla da invidiare a quelle degli aristocratici romani o campani.

## Storia

### Preistoria e Protostoria
Nel periodo compreso tra il 2900 e il 2500 a.C., nella piena età del Rame, si registra il primo insediamento umano nell'area di via Neroniana. La scoperta di abbondanti presenze di carbone, infatti, dimostra che in questa zona venivano praticate attività di disboscamento, attraverso l'utilizzo del fuoco, per creare radure o spazi aperti utili allo sviluppo o all'intensificazione sia dell'agricoltura che dell'allevamento.
Nella tarda età del Rame (2.400-2.200 a.C.) però, il paesaggio fu nuovamente ricoperto da una fitta vegetazione, come era in origine. L'area era per lo più frequentata solo per occasionali battute di caccia, infatti nel terreno sono state ritrovate molte punte di freccia in selce. Durante l'età del Bronzo (XIV e XII secolo a.C.), l'uomo abita in modo stabile l'area; lo dimostrano da un lato le tracce di strutture abitative (come alcune buche per pali), dall'altro i numerosi frammenti di recipienti e stoviglie in ceramica.
Per tutta l'età del Ferro (I millennio a.C.), l'area restò prevalentemente inabitata nonostante Este e Padova fossero centri importanti per i Veneti e non molto distanti dal sito in questione. Questo abbandono gettò le basi per la realizzazione successiva di un imponente progetto edilizio.

### Età romana

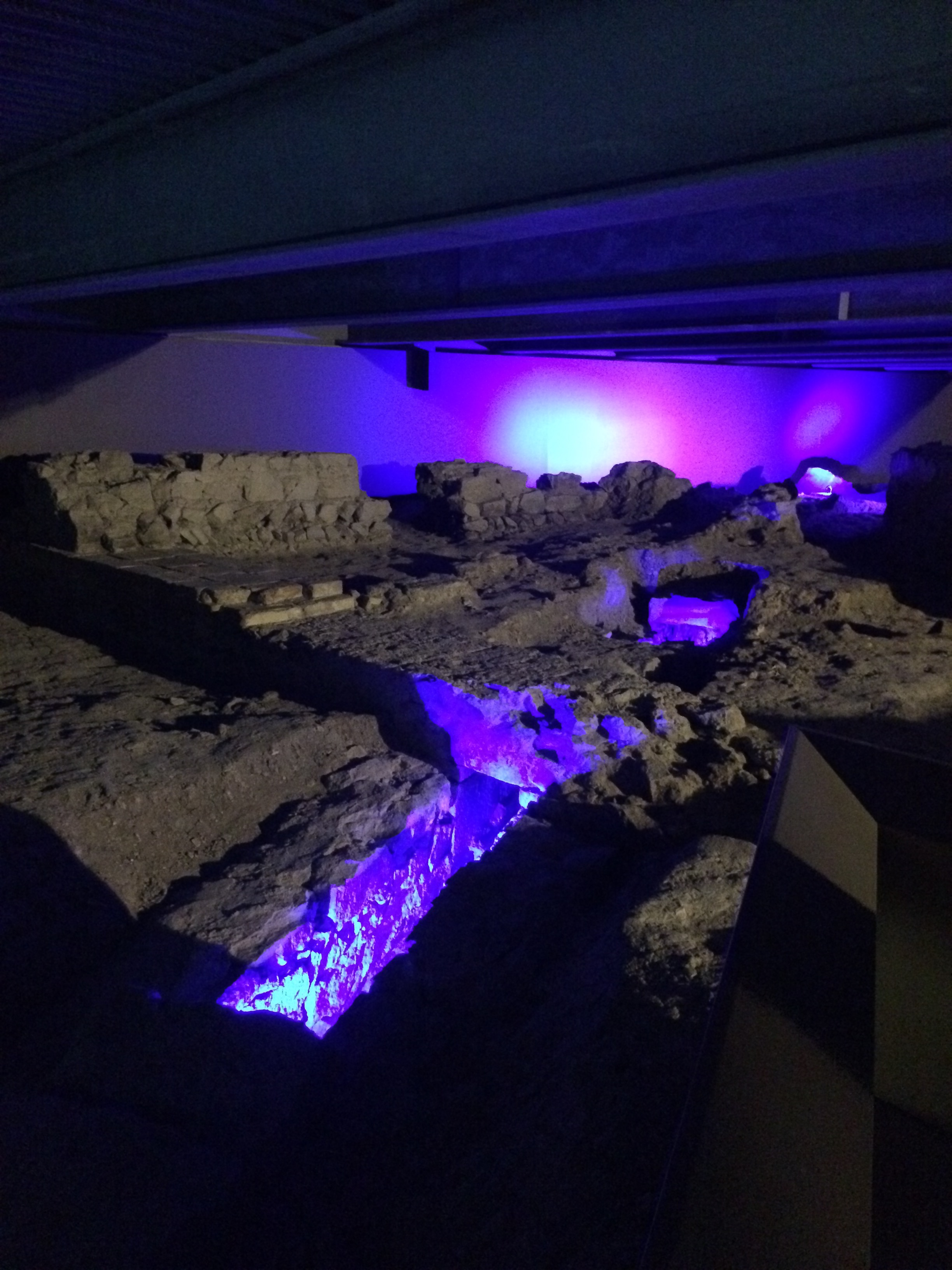
Immagine 1: illuminazione architettonica delle condutture termali

In epoca romana, con il nome di Fons Aponi, si indicava tutta la zona tra Abano e Montegrotto Terme che al giorno d'oggi è stata oggetto di ritrovamenti archeologici. Il dio Aponus infatti era considerato il detentore del potere terapeutico delle acque di tutto il bacino termale euganeo. Le autorità romane fecero sentire la loro presenza sul territorio euganeo nella seconda metà del II secolo a.C. Inizia così un graduale processo di romanizzazione dell'area. Nel 49 a.C. gli abitanti di Padova e della zona termale, per decreto di Giulio Cesare, diventarono cittadini romani.
L'età romana è considerata dagli storici la più fiorente e splendente grazie non solo alla presenza delle calde acque termali ma anche alla messa in atto di molte opere di bonifica del territorio: i Romani innovarono infatti le tecniche dell'agricoltura, coltivarono nuovi terreni e introdussero specie di grande interesse forestale e agrario. Essi si impegnarono anche nel modificare le caratteristiche del terreno della villa, il quale tendeva all'impaludamento, impermeabilizzandolo grazie all'utilizzo dell'argilla dei Colli Euganei.

### Età medioevale e moderna
Nell'alto Medioevo, tra VIII e IX secolo su una parte dell'area della villa romana si venne a stabilizzare un piccolo villaggio di capanne, costruite grazie all'utilizzo sia di alcuni dei muri diroccati dell'edificio antico sia dei materiali naturali come la terra e il legno. Si sviluppò anche un piccolo cimitero, probabilmente per seppellire gli abitanti del villaggio stesso.
Più tardi si intraprese un'opera sistematica di bonifica di tutta l'area, in modo da creare le fondamenta per un insediamento più strutturato e popoloso. Tutti i resti delle murature vennero abbattuti, insieme a quelli delle capanne del villaggio; si livellò l'area con terra di riporto e si scavò una rete di canali artificiali. L'insediamento più ricco che si venne a creare si componeva di un edificio principale importante, costruito con zoccolo in muratura e alzato in materiali deperibili, di capanne più povere ed era caratterizzato da una strada.
In una seconda fase, durata fino al XIV secolo circa, l'edificio principale venne ampliato ed elevato di almeno un piano. Al suo interno vennero costruiti un ampio focolare e un silos per la conservazione delle derrate mentre all'esterno si svolgevano le principali attività produttive, forse legate all'ambito tessile.

## Architettura
Si ritiene che la villa si articolasse in due quartieri residenziali, il primo, più grande, a nord e il secondo, più piccolo, a sud. Questi si affacciavano a loro volta su due chiostri colonnati tutt'intorno. La disposizione architettonica della villa nel suo complesso risulta essere simmetrica secondo l'asse N/S. Lungo la stessa linea poi, opposti l'uno all'altro, si trovavano i due luoghi principali della villa, la sala di rappresentanza settentrionale (vano 1) e il luogo dedicato al culto religioso (b) nell'esedra del più grande giardino meridionale.
Il quartiere residenziale più articolato e meglio conservato è quello settentrionale. Esso, che si struttura su 130 m² di superficie e toccava gli 11 metri di altezza nel vano 1, risulta oggi essere ricoperto da una struttura protettiva evocativa dei volumi originari. Questa prima residenza, il cui ingresso era posizionato sul retro, contava al suo interno un totale di 15 stanze con metrature e usi diversi.

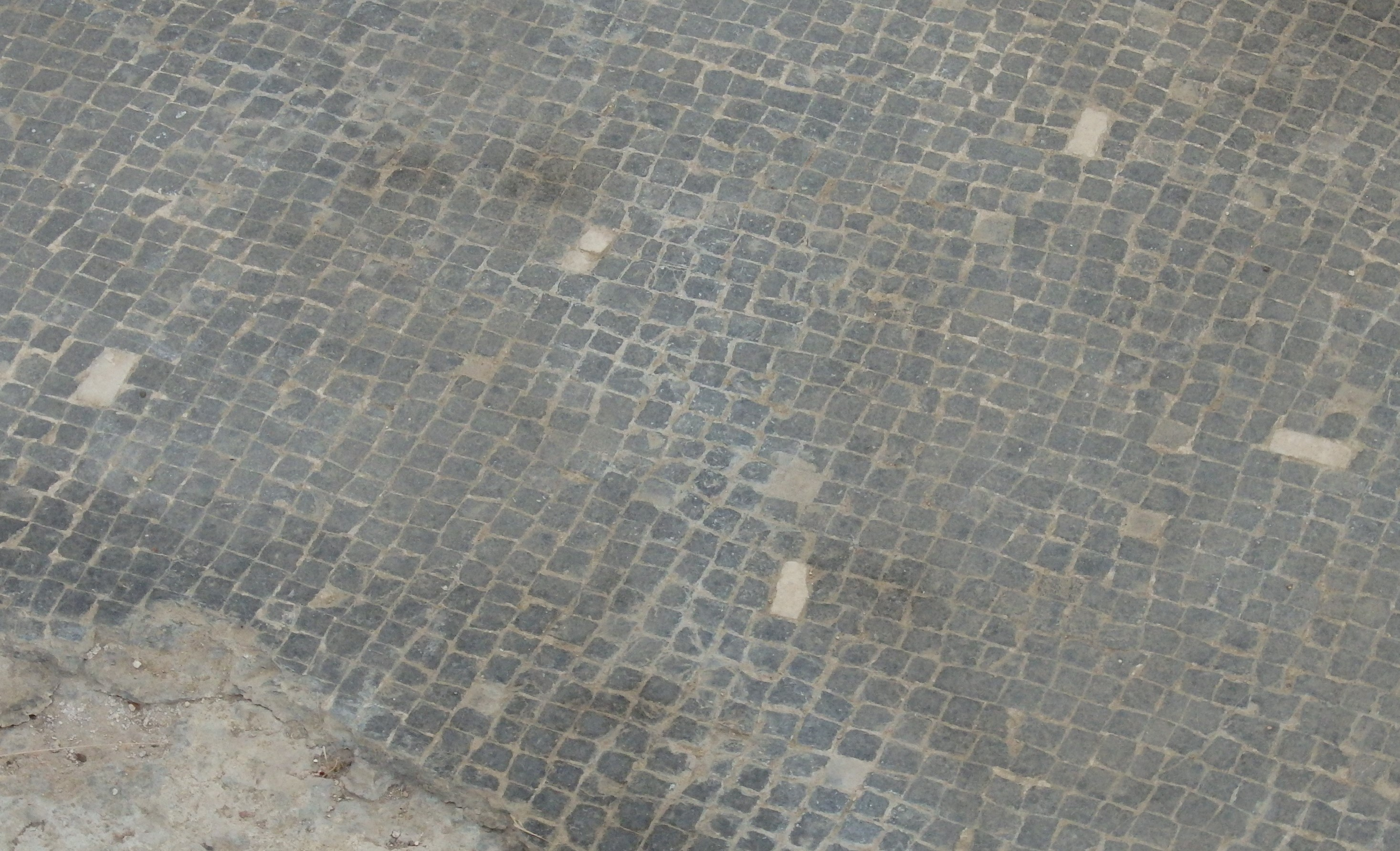
Immagine 3: Pavimentazione musiva

È interessante notare la precisione architettonica messa in atto nel costruire questa residenza: se infatti prendiamo come punto di riferimento il vano 1, le stanze ai due lati apposti risultano tra loro simmetriche. Di alcune di esse si sono conservate alcune porzioni di pavimentazioni musive: un mosaico di tessere nere di marna a forma di parallelepipedo con bordi bianchi in tessere di calcare a forma cubica (per i vani 2, 3, 8) e viceversa (per i vani 6, 10, 12, 22).  Le decorazioni pittoriche all'interno del primo quartiere utilizzarono prevalentemente colori come il nero, seguito dal vinaccia, dal rosso (nelle sue sfumature del bordeaux, del rosso mattone e del cinabro) e, in misura minore, dall'ocra, azzurro, rosa, verde e giallo.
La stanza di rappresentanza si affacciava, nei lati sud e nord, su due corridoi (17a, 18). Il corridoio 17a andava a costituire uno dei quattro lati di un portico con più di cento colonne, che racchiudeva il primo giardino, di forma quadrata, percorso da piccoli viali e abbellito con statue di animali e di putti, panchine e alberi di piccola taglia. Tra le colonne si potevano osservare alcuni dischi di pietra pendenti ornati con bassorilievi su ambedue i lati (detti oscilla). Il colonnato aveva anche la funzione di sorreggere un tetto i cui coppi, in particolare quelli che di affacciavano sul giardino, erano ornati con antefisse raffiguranti maschere tragiche.
Il lato meridionale del colonnato appena descritto era in comune con quello che delimitava il secondo giardino, molto più grande rispetto al primo e di forma rettangolare, all'interno del quale si potevano trovare dei vialetti, una grande fontana al centro e degli alberi da frutto ad alto fusto. Solo questo lato del perimetro era strutturato come un lungo corridoio a nicchie con fronte porticata (H).
In particolare, il lato sud della recinzione, nel mezzo si apriva verso l'esterno con un semicerchio. Al culmine di questa ansa trovava spazio un piccolo ambiente autonomo (b) riservato forse al culto religioso. Si ritiene che questa fosse la sua natura e la sua ragion d'essere perché, esternamente rispetto al recinto della villa e all'interno di una fossa interrata, furono rinvenute brocche ed anfore disposte in modo molto ordinato, a testimonianza di un rito in favore degli dei per la costruzione della villa. Anche in questo caso le colonne sono un importante elemento architettonico che impreziosisce l'ingresso di questo piccolo edificio. Sul secondo giardino, lungo il corridoio porticato (H), si affacciava il secondo quartiere residenziale della villa suddiviso al suo interno tra il triclinio (E), una seconda stanza di rappresentanza (G) e altri vani di servizio (C, I, M).

### Vano 1: la sala di rappresentanza

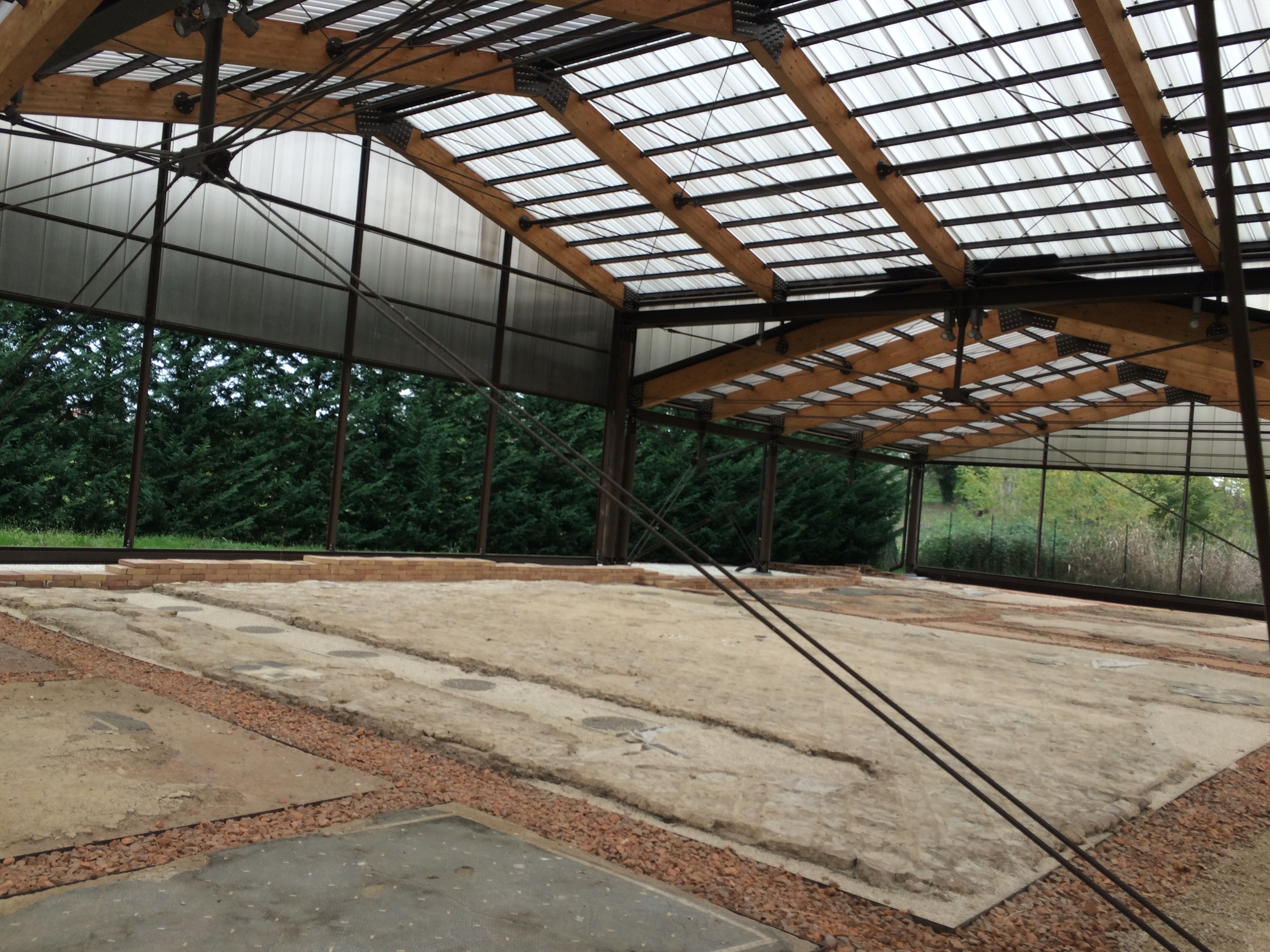
Immagine 4: Resti delle colonne del vano 1

Dai resti rinvenuti, si suppone che al suo interno fosse presenti due file di colonne in laterizi, rivestite in stucco dipinto e modellato a scanalature e rudendature, coronate infine da capitelli corinzi in stucco o in marmo. Tali file di colonne suddividevano lo spazio interno del vano in tre navate. 
Sopra questo primo ordine di colonne se ne ergeva probabilmente un secondo, di diametro però inferiore.Esse non avevo solo lo scopo si impreziosire la sala ma anche quello di sostenere il soffitto, lineare e perpendicolare al pavimento, decorato con un motivo a cassettoni di forma romboidale ed ovale. Anche in questa componente architettonica, così come per le pavimentazioni, risulta chiara la preferenza della committenza per la decorazione a motivi geometrici ripetuti. Questa particolare disposizione architettonica del vano 1 permetteva di predisporre sulle pareti alcune finestre di modo tale che potesse naturalmente filtrare all'interno la luce del sole. La presenza poi di possibili finestre è avvalorata dal reperimento in loco di un diverso numero di frammenti di vetro.
La pavimentazione del vano 1 era in opus sectile, sottili lastre di pietra bianche e nere. Al centro della sala e lungo l'ingresso, le lastre erano posate in modo tale da creare figure geometriche grazie all'alternanza di triangoli, esagoni e rombi. Oltre le colonne invece, il disegno del pavimento era caratterizzato da quadrati e rettangoli con, al loro interno, iscritti altri quadrati.
Grazie alla numerosità e al buono stato di conservazione dei frammenti pittorici del vano 1 giunti fino a noi, si è potuti risalire alla decorazione pittorica originaria, appartenente allo stile ornamentale del Terzo pompeiano. Le pareti erano caratterizzate da grandi superfici piane colorate prevalentemente di nero, rosso, vinaccia e bianco. Per descrivere in maniera chiara la decorazione delle pareti, si possono individuare tre zone:
- nella parte inferiore, la sala era contornata da una zoccolatura in lastre di marmo bianco sopra il quale si trovava una fascia dipinta invece a finto marmo con la tecnica della spruzzatura;
- sopra lo zoccolo si poteva trovare una predella decorata con motivi naturalistici ed ampi pannelli neri, separati da interpannelli rossi, a definire di un vivace contrasto cromatico. Su questi pannelli erano raffigurati motivi vegetali, tirsi e bande ornate. Tale zona mediana delle pareti si chiudeva con una cornice decorata con eleganti e sottili "motivi calligrafici";
- la parte superiore si caratterizzava per la presenza di elementi decorativi schematizzati.

Durante gli scavi nel vano 1, sono infine stati rinvenuti quattro frammenti di materiale di arredo mobile e statuario: due appartenenti ad un oscillum raffigurante una maschera di satiro, due appartenenti alle braccia di due statue, la prima in marmo bianco e la seconda in marmo pavonazzetto.

### Vani 2, 3, 4, 5 e 13
Risultano di un elevato valore artistico le pavimentazioni appartenenti ai vani 4 e 5. La pavimentazione del primo vano citato era caratterizzata da un motivo “a zampa di gallina” (2,3 x 2,4 m) bianco su sfondo nero, delineato da un bordo anch'esso bianco. Questa pavimentazione caratterizzava lo spazio di una nicchia con la funzione di cubiculum.
Sulla base degli studi compiuti, c'è ragione di pensare che tale decorazione si trovasse anche nelle pavimentazioni dei vani 3 e 13. In corrispondenza di questi ultimi sono infatti state rinvenute alcune tessere di colore bianco su sfondo nero, con caratteristiche morfologiche, pittoriche e dimensionali corrispondenti a quelle del vano 4.
Per quanto riguarda la comunanza del motivo decorativo per i vani 3 e 4, è possibile che essi costituissero in origine un unico ambiente, se non fosse per il rinvenimento, durante gli scavi, di una profonda trincea con probabile funzione di divisorio. In particolare dunque il vano 4 avrebbe avuto la funzione di disimpegno del vano 3, stanza più ampia con funzione di soggiorno.

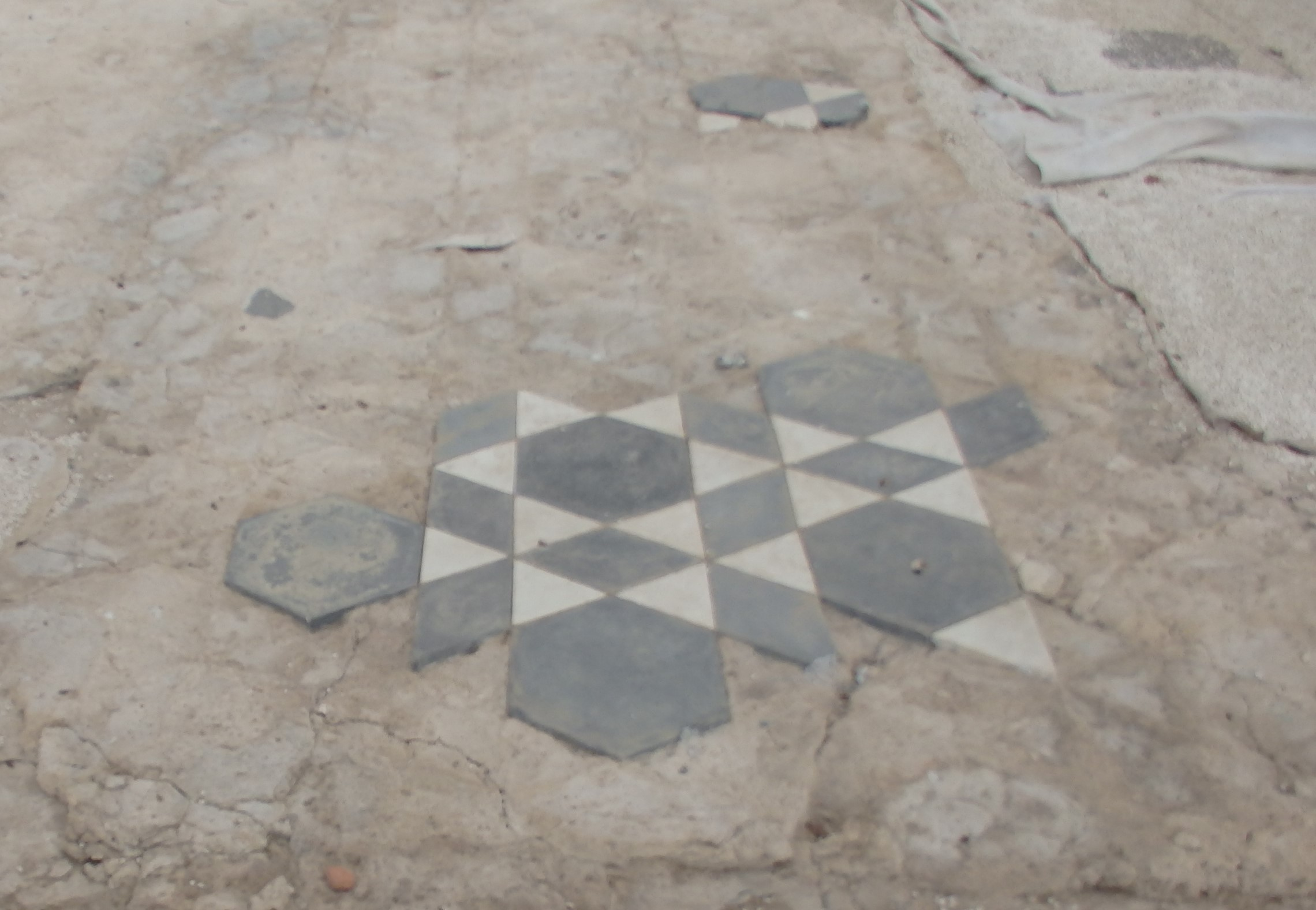
Immagine 5: Opus sectile

Anche se della pavimentazione del vano 5 ci restano oggi solo alcuni frammenti, possiamo dedurre che essa fosse un opus sectile, come quella del vano 1, ma con la caratteristica di essere composto unicamente da lastre di marmo policromatiche, raffiguranti figure geometriche di rombi e quadrati.
Dalla fossa di spolio tra i vani 2 e 5 infine, sono stati rinvenuti alcuni frammenti appartenenti ad un motivo decorativo a fiore con 6 petali, bianco su sfondo nero. Questo tipo di decorazione sarebbe dunque appartenuta alla soglia tra le due queste stanze.
La colorazione delle pareti dei vani 3, 4 e 5, era prevalentemente nera (44,4%) seguita dal bianco (28,99%) e dal vinaccia (12,15%). All'interno del vano 2 spiccavano il rosso mattone (39,47%), il nero (26,84%) e il rosso cinabro (8,07%) mentre nel vano 13 si sarebbero potuti osservare il nero, il bianco, il vinaccia, il rosso mattone e anche una piccola porzione di parete non dipinta.

### Corridoi 17a e 18

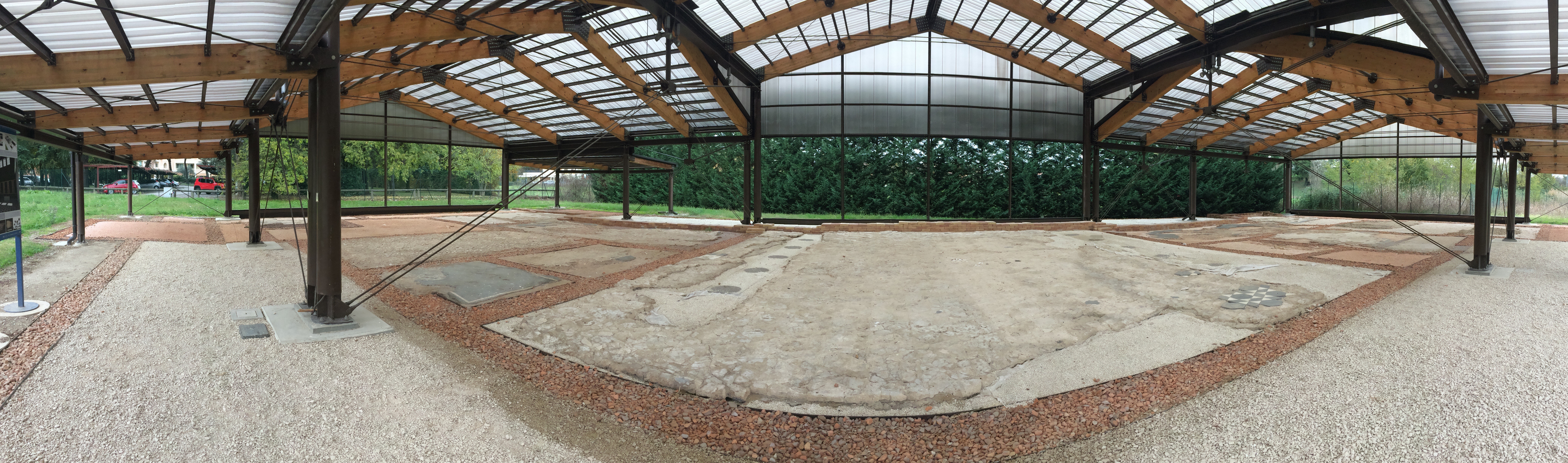
Immagine 6: Visione panoramica dell'edificio settentrionale

Dai resti rinvenuti, paragonabili tra loro per dimensione, morfologia e omogeneità tecnica nella posa, si suppone che entrambe le pavimentazioni di questi due ambienti fossero caratterizzate da un motivo in file alternate tra loro di punteggiato di crocette e di dadi, su sfondo nero
Il corridoio 18 tuttavia risulta distaccarsi nettamente dalle preferenze cromatiche per i toni scuri del nero e del rosso presenti nella maggior parte delle stanze della villa. Esso infatti era dipinto prevalentemente con colori che tendevano al rosso-azzurro (28,12%), al vinaccia-azzurro (26,52%) al contrario di una porzione che risultava non dipinta (29,13%).

## Oggetti d'uso quotidiano rinvenuti nella villa
Grazie agli scavi compiuti tra il 2001 e il 2012 sono stati portati alla luce migliaia di reperti, per la maggior parte appartenenti al vano 1 dell'edificio settentrionale, tra i quali: 
- terrecotte architettoniche e 58 antefisse;
- tre oggetti di bronzo all'interno dei muri perimetrali del vano 1 (due grappe utilizzate probabilmente per sostenere le lastre di marmo che decoravano le pareti e una cerniera della porta);
- 102 chiodi di ferro con stelo a sezione quadrata e delle dimensioni medie di 6/7 cm. In particolare, 48 di essi appartenevano al vano 1 e 14 al corridoio 18, forse utilizzati per la costruzione dei soffitti in legno;
- 19 frammenti di tubolari in terracotta per il riscaldamento (a sezione rettangolare e segnati sul lato esterno da solcature a losanga);
- Lastre in vetro per le finestre: sono stati rinvenuti 58 frammenti totali suddivisi per la maggior parte tra i vani 1 (20 frammenti), 20 e 22 (31 frammenti);
- tre elementi di piombo, modellati a forma di filo e spezzati alle estremità, che probabilmente dovevano sostenere gli stucchi decorativi della sala di rappresentanza.

Durante gli scavi sono emersi anche alcuni elementi in ceramica tipici della vita quotidiana nella villa per un totale di 34 sottili frammenti di colore arancione. Purtroppo non tutti i resti in nostro possesso possono essere ricomposti. Quando ciò è possibile, capiamo che essi appartenevano a coppe o boccali risalenti ad un periodo compreso tra il I sec. a.C. e alla seconda metà del I sec. d.C..
Sono state rinvenute anche 6 lanterne in piccole dimensioni (databili tra il I e il II secolo), 12 frammenti di piatti orientali ad impasto grigio e un solo frammento della parete probabilmente di una coppa o di un piatto con impasto arancio polveroso e vernice nera opaca (databile tra la fine del I secolo a.C. e l'inizio del I secolo d.C.).

## Terme di via Neroniana
La zona termale ha avuto un particolare sviluppo a partire dal secondo periodo atestino (cioè dalla seconda metà dell'VIII secolo).
Durante l'età romana la zona termale assunse particolare importanza per la costruzione di grandi terme ed il centro vero e proprio si spostò ad Est, in direzione del colle Montegrotto. I primi abitanti della zona termale furono gli Euganei, un popolo antichissimo che subì influenze greche e che ci restituì testimonianze sulle terme. In questo periodo la zona termale era considerata un importante centro di culto caratterizzata da sorgenti che versavano spontaneamente dal suolo acqua calda.
Le fonti antiche sostengono che la zona termale euganea, conosciuta come Acquae Patavinae, fu una delle più importanti dell'Italia romana. La ricchezza e l'abbondanza di acqua termale è stata la causa della lunga durata del complesso architettonico delle terme il quale sorto negli ultimi decenni del I secolo a.C, fu utilizzato fino all'epoca tardo-antica. Il nome della piscina termale "Neroniana" è stato discusso a lungo, in quanto non si sapeva il motivo preciso della sua denominazione. Si pensava che si chiamasse così o perché fatta costruire da Nerone o perché costruita con pietre e marmi importati durante il regno di Nerone; Luciano Lazzaro afferma che la risposta a questo problema sia da cercare nella lettera di Cassiodoro, dove si intende che essa prendesse il nome dal suo costruttore, un certo Neronius.
Il complesso termale è attualmente visibile dal pavimento a vetrate della sala ristorante dell'hotel Terme Neroniane ed è stato reso accessibile al pubblico esternamente grazie alla realizzazione di un passaggio che consente di entrare nel sotterraneo dell'edificio. A seguito di alcuni lavori di ristrutturazione dell'hotel e in concomitanza con gli scavi archeologici sull'area della villa, nel 1996 vennero scoperti i resti di uno straordinario complesso termale risalente ad un periodo compreso tra la fine del I e l'inizio del II secolo d.C.
La memoria storica della presenza di questo sito continua nel 1500, 1600 e nel 1800 quando venne costruito l'albergo; è presente quindi una continuità di vita anche in modo indiretto di quella che è la fortuna di Montegrotto Terme, cioè di avere una falda acquifera e delle terme naturali. L'area, aperta al pubblico nel 2011, subì gravi danni nel febbraio 2014 e fu chiusa a causa dell'alluvione che colpì la città di Montegrotto Terme. Oggi però essa è nuovamente accessibile con un allestimento rinnovato.

### Descrizione

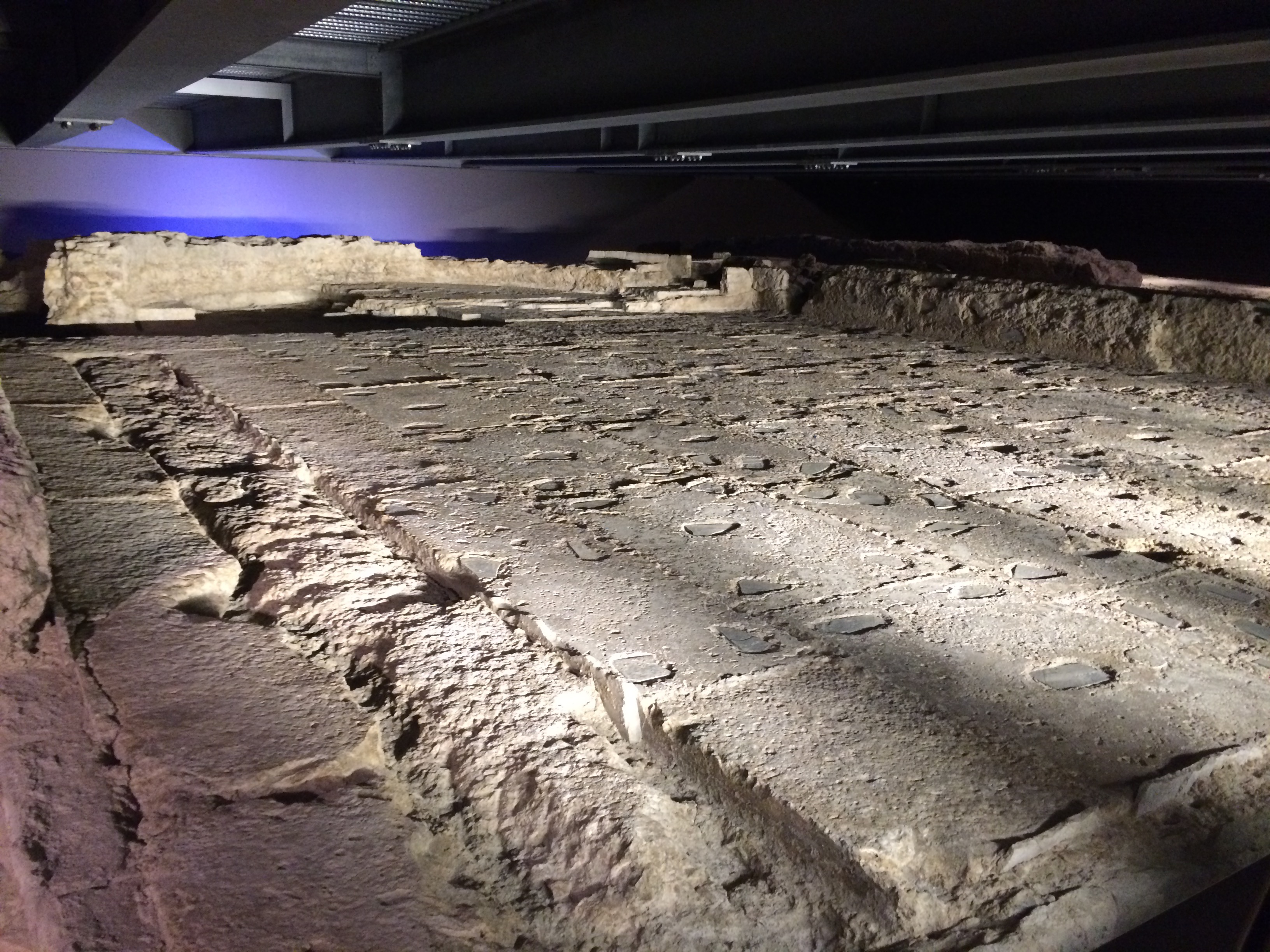
Immagine 7: Sala absidata in marmo con impronte umane

Il sito, che oltre alle terme presentava altri edifici complementari, era caratterizzato da un'ampia sala absidata e da vasche adibite all'immersione e al nuoto. Al suo interno era anche presente un complesso e avanzato sistema di circolazione delle acque termali. L'impianto termale sfruttava la presenza di una sorgente, che si trovava di fronte all'hotel in corrispondenza di un attuale grande aiuola circolare. Le vasche furono costruite con lastroni di marmo bianco così come il pavimento della sala absidata. 

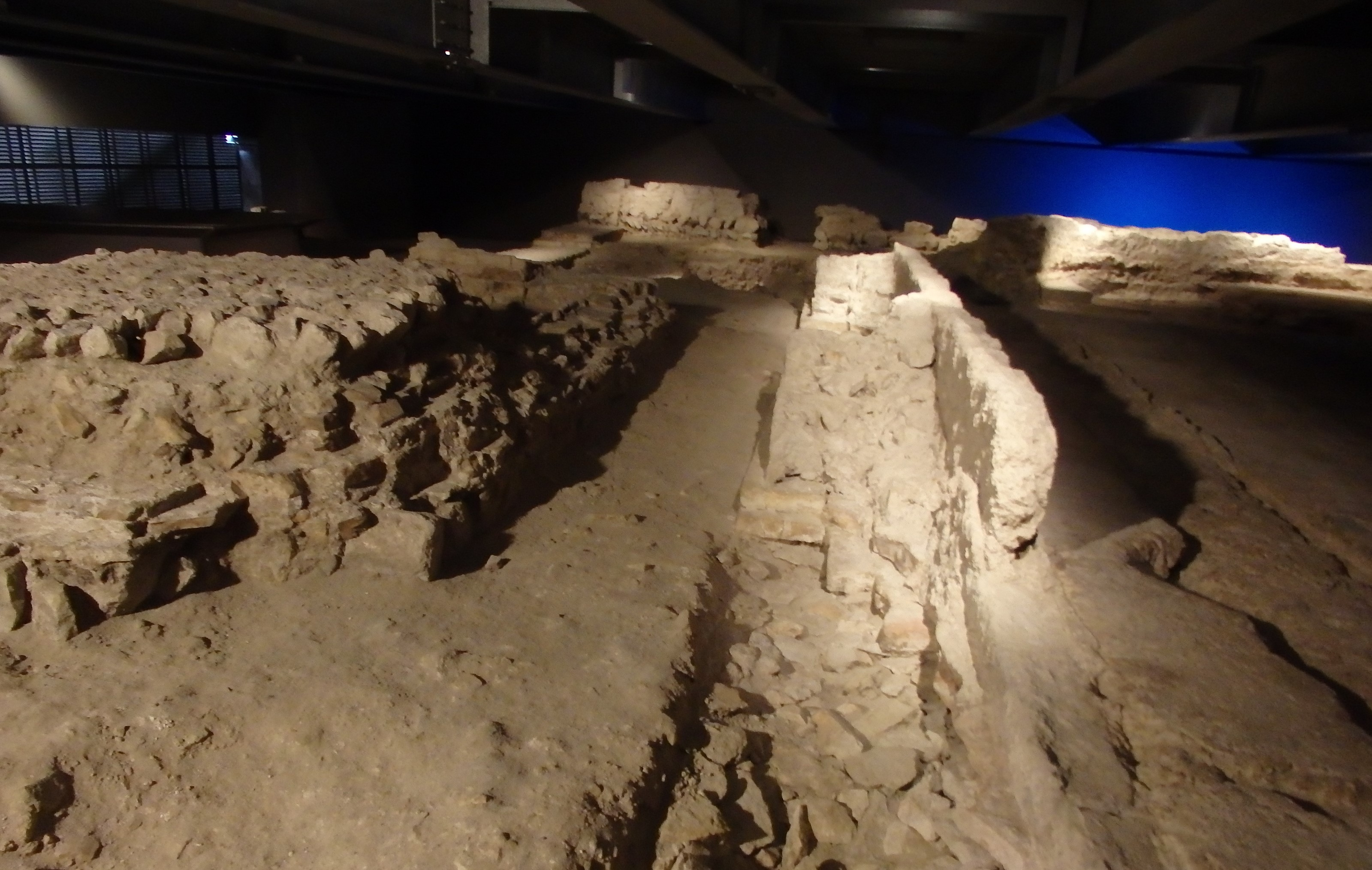
Immagine 8: Resti di una parete in marmo

Possiamo capirlo dalla presenza, sulla malta delle fondamenta, di impronte ben leggibili del loro posizionamento. La pavimentazione in particolare presentava al centro anche delle lastre di ardesia nera che servivano per bloccare le lastre di marmo bianco in modo da garantire il livello omogeneo del piano. Chi aveva commissionato la costruzione di queste complesso termale non si era accontentato del marmo solo sul pavimento o sulle vasche, ma lo voleva anche sulle pareti. Possiamo dedurre ciò dalla presenza di piccoli fori presenti su di esse, usati per inserire le grappe di metallo, cioè dei chiodi utili a fissare le lastre al muro.

Dai resti di marmo rinvenuti sui lati lunghi del vano absidato, sappiamo che anche la zoccolatura decorativa delle pareti venne realizzata con lo stesso materiale.

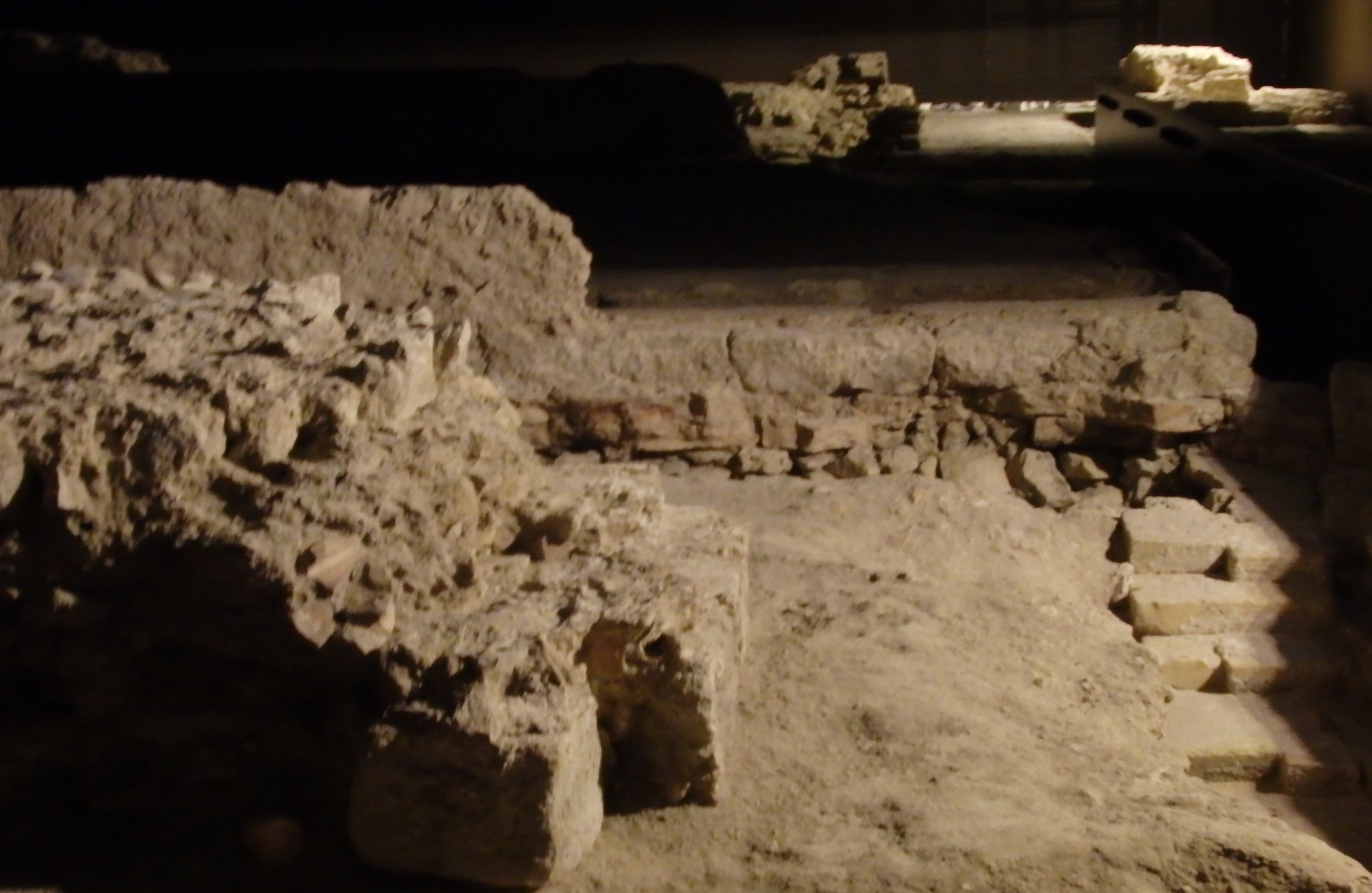
Immagine 9: Resti della scalinata sul lato destro della sala absidata

L'abside era rivestito da un basso gradino e probabilmente, ne rimane solo la traccia, un lungo sedile in marmo si trovava lungo la parete sinistra dell'aula principale. La sala absidata, dedicata alle diverse attività culturali che animavano la vita delle terme romane, era circondata da uno spazio libero, sotto il quale correva una lunga conduttura in trachite. 
Sul fianco destro della stessa sala vi è parte del probabile portico quadrangolare della palestra mentre nel lato sud vi era uno stretto vano di servizio.

## Terme di via Scavi
Nell'attuale via Scavi di Montegrotto Terme si trova l'area archeologica contenente il complesso termale antico di epoca romana che da essa prende il nome. Fu costruito a partire dalla seconda metà del I secolo e successivamente ampliato e utilizzato fino al III sec. d.C.. Si trattava di un luogo deputato non solo alla cura del corpo ma anche allo svago poiché al suo interno si contavano: un teatro, un complesso termale, uno spogliatoio e un ninfeo.
Durante gli ultimi quattro anni dedicati allo studio e allo scavo di questo sito, si attuò un importante intervento di valorizzazione del sito al fine di consentirne l'attuale accesso.

### Descrizione
Nell'area oggi occupata dall'Hotel Augustus, sorgeva anticamente il Colle Bortolone ai piedi del quale si trovava un imponente edificio romano (oggi non più visibile), databile in un periodo compreso tra il I secolo a.C. e il II secolo Tale struttura emerse successivamente alle campagne di scavo svolte nel XVIII secolo e vi furono attribuite diverse funzioni: si ipotizzò che potessero essere un ninfeo o un complesso residenziale connesso alle terme sottostanti, un palazzo imperiale oppure un tempio dedicato ad Iside e a Esculapio.
Gli scavi, commissionanti dal Conte Giovanni Antonio Dondi dell'Orologio, divennero sempre più sistematici a mano a mano che dal terreno emergevano importati ritrovamenti (nel 1766 gli archeologici rinvennero una statua maschile). Così, tra il 1781 e il 1788, per mano di Salvatore Mandruzzo, si scoprirono le vasche del complesso termale con ancora presenti i marmi policromi che le caratterizzavano.
Conseguentemente ad alcuni lavori edilizi, nel 1953 emersero ulteriori strutture antiche e l'area venne prima vincolata e poi affidata alla cura del demanio.
Gli scavi ripresero, per il volere della Soprintendenza per i Beni Archeologici del Veneto, in due periodo distinti: tra il 1965 e il 1970 oltre che tra il 1990 e il 1995. Queste due campagne di scavo portarono alla luce un teatro romano di piccole dimensioni e un ninfeo. Tra il 1994-1995 si rinvenne anche un possibile portico mentre nel 1968 venne portato alla luce il sistema di adduzione idrica delle vasche. Infine, nel 1970 gli scavi portarono alla luce l'edificio absidato a pianta centrale.

### Teatro
Del teatro (fine del I secolo a.C. - inizi del I secolo d.C.) non ci restano oggi che le fondazioni dell'edificio e la gettata di opera cementizia a supporto delle gradinate della cavea. Allo stesso modo, non ci sono giunti nemmeno la gradinata e i pavimenti in laterizi.
La cavea misurava 28 metri di diametro nelle 11 file di sedute (raggiungibili da una scaletta centrale e due laterali) poteva ospitare qualche centinaio di persone. Della stessa larghezza della cavea era il proscenio, profondo 5,5 metri. Alle spalle del palcoscenico si trovava un fondale in muratura ("scaenae frons") composto da quattro nicchie (due rettangolari e due semicircolari) alternate a tre porte. Alle spalle della scena, passando attraverso le porte, si giunge ad un ambiente di circa 40 metri che, con una forma a C, racchiudeva sia la scena che l'orchestra (gli attuali foyers). Quest'ultimo spazio era dedicato alle fasi di preparazione degli spettacoli.
Ai piedi della cavea e del palcoscenico, si trovava invece l'orchestra di forma semicircolare. Per gli spettatori più esigenti, nel punto più alto della cavea, si trova una struttura rettangolare con funzione di tribuna di cui ci restano oggi solamente le fondazioni. Un'altra ipotesi, anche se poco certa, vuole che la stessa definisse un piccolo tempio. Tale struttura, così come i bracci che circondavano la scena e l'orchestra, furono aggiunte architettura posteriori all'epoca di costruzione del sito termale.
Il teatro in origine non solo era caratterizzato dalla presenza di marmi ma finemente decorato e abbellito con pitture, stucchi e decorazioni di altro genere. Al suo interno venivano probabilmente messe in scena esibizioni di canto, mimica, danza e di lettura recitata. È per questo che si ipotizza la presenza all'interno del teatro di alcune sedute mobili particolari allestiti dei sedili mobili (subsellia) per il pubblico più illustre o i musici che accompagnavano la rappresentazione. In una fase più recente invece, si ipotizza che la struttura potesse essere utilizzata per spettacoli acquatici.
Il teatro subì dei rifacimenti successivi, forse databili tra il II secolo e III/IV secolo.

### Vasche termali
All'interno del complesso termale di via Scavi, si possono osservare tre vasche (A, B, C) databili tra la seconda metà del I secolo a.C. e gli inizi del I secolo d.C.
Le vasche A e B, conservate solo parzialmente, sono entrambe di forma rettangolare e misurano 30 metri di lunghezza. La vasca B tuttavia presentava una particolarità: i due lati corti avevano forma curvilinea. La vasca C, ad oggi completamente visibile, presenta invece una forma circolare con un diametro di 9,4 metri circa.
Data la profondità inferiore al metro, si suppone che fossero tutte destinate al semplice bagno per immersione.
La prima vasca (A) risulta essere racchiusa all'interno di un edificio absidato (sul lato corto oggi scomparso) di pianta rettangolare. Sul lato opposto a quello absidato, vicino alla vasca, erano presenti quattro basamenti per il sostegno delle sculture o delle colonne. 
La vasca B si trovava all'interno di un edificio a pianta mistilinea, biabsidato sui lati corti e con una grande nicchia quadrata sul lato settentrionale. Questo secondo edificio era connesso alla vasca C grazie ad alcuni vani di servizio.
Poiché sono stati rinvenuti alcuni frammenti di contrafforti esterni alle vasche A e C, si può ipotizzare che le vasche facessero parte di un edificio termale coperto grazie ad una cupola in calcestruzzo. Gli studi in merito sono attualmente in corso.

### Sistema idraulico
Le vasche erano alimentate grazie ad un sofisticato sistema di canalizzazione (G) oggi visibile al centro del complesso termale, utile per l'adduzione e lo scarico dell'acqua. Questa rete di piccole canallette interne si estendeva per più di 200 metri.
Le vasche erano connesse a due ruote idrauliche (noria) per movimentare il flusso delle acque, situate poco distanti dal teatro.

### Ninfeo
Il ninfeo (D) era un edificio ricreativo di completamento del complesso termale di via Scavi e tuttora in fase di restauro e conservato solo in fondazione. Esso presenta una pianta rettangolare absidata con al centro una corte quadrata scoperta. Nel mezzo della stessa trova spazio una vasca circolare mentre si suppone che altre vasche si trovassero in corrispondenza degli absidi.
Affacciati sulla stesso spazio interno, si dispongono dei vani rettangolari dedicati allo studio e al riposo.

### Spogliatoio
L'edificio F, presente ad oggi solo a livello della fondazione, ha una caratteristica predisposizione degli ambienti interni: essi sono infatti speculari. Se nel settore nord i vani sono alternati in sequenza tra piccoli e grandi, nel settore meridionale la predisposizione risulta inversa. 
Per questo si è ipotizzato che esso fosse lo spogliatoio (apodyterium) del complesso termale al quale si poteva accedere con ingressi separati per gli uomini e per le donne.
Tuttavia, un'altra interpretazione vuole che questo edificio fosse stato costruito in epoca più tarda e per nulla collegata al sito.

## Autori
Diverse fonti letterarie antiche raccontano non solo del ruolo delle infrastrutture e della vita all'interno del bacino termale ma anche delle proprietà curative delle acque e dei culti religiosi ad esse collegati.

### Plinio il Vecchio
(Plinio il vecchio, Storia Naturale, II, 227, 5)
Nonostante lo scrittore, nella sua opera Naturalis Historia, concerti le proprie scritture relativamente alle proprietà curative delle acque, in un breve verso sottolinea anche l'unione tra le Aquae Patavinae e il municipio di Patavium ancora nel I secolo. Rispetto alla prima caratteristica, egli riscontra la presenza di alghe verdeggianti nelle acque che davano al fango le tipiche proprietà benefiche conosciute fin dall'antichità.

### Decimo Magno Ausonio
(Decimo Magno Ausonio, L'elenco delle città illustri, XX, 159-162)
Il poeta, vissuto nel IV secolo, attraverso il paragone con la limpidezza delle acque patavine, celebra ed esalta le caratteristiche e le qualità della fonte del nume Divona, protettore della sua città natale Bordeaux. Mentre la maggior parte degli autori antichi sottolineava le proprietà curative delle terme tramite l'immersione, Ausonio sottolinea l'efficacia della loro assunzione per via orale.

### Claudio Claudiano
(Claudiano, Apono, Poesie minori, 26, 83-100)
Dal suo carme Aponus emerge che il poeta (vissuto nella seconda metà del IV secolo), a seguito degli imperatori Arcadio e Onorio, abbia avuto la fortuna di visitare il sito termale tra il 396 e il 399. All'interno del componimento Claudiano accenna alla descrizione topografica della zona termale, al culto delle acque e alle diverse pratiche curative.

### Flavio Magno Aurelio Cassiodoro
(Flavio Magno Aurelio Cassiodoro, Variae, II, 39)
Cassiodoro, vissuto tra il V e il VI secolo, chiese al re Teodorico di impegnarsi per non far decadere l'importanza di un così prezioso sito termale di cura. In accordo con il re, Cassiodoro invitò l'architetto padovano Aloisio a restaurare le terme e il palazzo imperiale.
Nella sua lettera, l'autore non solo narra le terme attraverso credenze e leggende popolari sui benefici delle acque ma fa particolare riferimento alla straordinaria bellezza della piscina Neroniana. Cassiodoro infatti descrive dettagliatamente le tessere musive in pasta vitrea che andavano a rivestire la vasca. Il colore verde delle tessere avrebbe avuto la funzione di accentuare i riflessi dovuti al movimento dell'acqua, imitando al tempo stesso una sorgente naturale.

### Magno Felice Ennodio
(Magno Felice Ennodio, Lettere, V, 8, rr. 33-35 e 7-21)
Vescovo di Pavia nel VI secolo, è l'ultimo tra gli scrittori antichi a raccontare della zona termale che, nonostante avesse vissuto la devastazione dovuta all'alluvione dell'Adige nel 589, era ancora famosa e attiva. In una lettera indirizzata ad un amico, anche Ennodio celebra le proprietà benefiche di queste acque utili in generale ad alleviare il corpo dagli umori negativi e dall'obesità mentre, nel suo caso specifico, ad allontanare momentaneamente una malattia degli occhi.

### Fonti
- Maddalena Bassani, Mauro Bressan e Francesca Ghedini, Aquae salutiferae. Il termalismo tra antico e contemporaneo. Atti del Convegno internazionale, Padova, University Press, 2012.
- Chiara Destro, La villa di via Neroniana. Elementi di decorazione architettonica e di arredo scultore, 2011.
- Luciano Lazzaro, Fons Aponi. Abano e Montegrotto nell'antichità, Abano Terme, Francisci Editore, 1981.
- Antonio Mazzetti e Riccardo Monaco, I Colli e le Terme Euganee, Montegrotto Terme, Edizioni Turlon, 1989.
- Federica Rinaldi, Mosaici e pavimenti del Veneto. Province di Padova, Rovigo, Verona e Vicenza (I secolo a.C. – VI secolo d.C.), collana Antenor Quaderni, n. 7, Roma, 2007.
- Paola Zanovello e Patrizia Basso (a cura di), Montegrotto Terme, via Neroniana, Gli scavi 1989-1992, Padova, Il Poligrafo, 2004.

### Approfondimenti
- Frédéric Luois Bastet e Mariette De Vos, Proposta per una classificazione del terzo stile pompeiano, Den Haag, 1979.
- Monica Salvadori, La villa romana di via Neroniana. Dati per la ricostruzione dei sistemi decorativi parietali, Padova, University Press, 2011.